# Sergestes gibbolobatus
Sergestes gibbolobatus är en kräftdjursart som beskrevs av Judkins 1978. Sergestes gibbolobatus ingår i släktet Sergestes och familjen Sergestidae. Inga underarter finns listade i Catalogue of Life.